# Jack Russell (musicista)
Jack Russell (Montebello, 5 dicembre 1960 – Littleton, 15 agosto 2024) è stato un cantante statunitense, meglio noto per essere stato il frontman dei Great White con alcune interruzioni dalla fondazione della band nel 1981.

## Biografia
Di origini britanniche e irlandesi, Russell nacque a Montebello, in California, il 5 dicembre 1960. Crebbe sotto l'influenza di frontman quali Robert Plant e Steven Tyler, e cominciò a fare carriera come cantante in alcune band durante il liceo. In quel periodo incontrò per la prima volta il suo futuro compagno di band, Mark Kendall. Inizialmente i due decisero di chiamare il proprio gruppo Dante Fox, poi subito cambiato in Great White in riferimento al soprannome portato da Kendall per via dei suoi capelli molto bianchi e della sua carnagione chiarissima.
La band nacque ufficialmente nel 1981. Il grande successo arrivò principalmente a cavallo tra la seconda metà degli anni '80 e l'inizio dei '90, grazie a una serie di album particolarmente riusciti come Once Bitten, ...Twice Shy e Hooked. Dopo un periodo di appannamento a livello commerciale, Russell lasciò momentaneamente il gruppo tra il 1996 e il 1999 per registrare il suo primo album da solista intitolato Shelter Me. Nel 2002 pubblicò il suo secondo solista For You.
La sera del 20 febbraio 2003, durante un'esibizione con il suo gruppo, si verificò il tragico incendio del nightclub The Station, nel quale persero la vita 100 persone, tra cui il chitarrista del gruppo Ty Longley.
A partire dal 2009, Russell si prese una pausa dai Great White, in seguito a una brutta caduta nel bagno di casa sua, che gli provocò la rottura di due vertebre e un'ernia del disco nell'autunno di quell'anno. Il cantante ricevette molteplici interventi alla schiena e cominciò a fare ampio uso di antidolorifici per alleviare il dolore. La morte improvvisa del suo amico Jani Lane (cantante dei Warrant) nel 2011, lo spinse ad abbandonare l'uso di farmaci e diventare totalmente sobrio. Dopo esseri ripreso, Russell dette vita alla propria formazione dei Great White, completamente rimaneggiata con tutti nuovi membri, nel dicembre 2011. Per evitare confusioni con l'originale band ancora attiva, il nuovo gruppo prese il nome di Jack Russell's Great White. La band partì in tour per la prima volta nel 2012.
Il 17 luglio 2024, Russell annunciò il suo ritiro dai palcoscenici, rivelando di essere affetto da demenza a corpi di Lewy. L'artista morì a Littleton, in Colorado, un mese dopo, il 15 agosto 2024, all'età di 63 anni.

## Discografia

### Da solista
- 1996 - Shelter Me
- 2002 - For You
- 2016 - The Gauntlet

### Con i Great White
Album in studio
- 1984 - Great White
- 1986 - Shot in the Dark
- 1987 - Once Bitten
- 1989 - ...Twice Shy
- 1991 - Hooked
- 1992 - Psycho City
- 1994 - Sail Away
- 1996 - Let It Rock
- 1999 - Great Zeppelin: A Tribute to Led Zeppelin
- 1999 - Can't Get There from Here
- 2007 - Back to the Rhythm
- 2009 - Rising

EP
- 1982 - Out of the Night
- 1987 - On Your Knees
- 1991 - The Blue EP

Live
- 1987 - Recovery: Live!
- 1990 - Live in London
- 1996 - Stage
- 2002 - The Final Cuts
- 2002 - Recover
- 2002 - Thank You...Goodnight!
- 2004 - Extended Versions
- 2006 - Once Bitten, Twice Live

Raccolte
- 1993 - The Best of Great White: 1986-1992
- 1996 - Back to Back Hits: Great White/April Wine
- 1997 - The Gold Collection
- 1998 - Rock Me
- 2000 - The Best of Great White
- 2000 - Latest & Greatest
- 2001 - Greatest Hits
- 2001 - Rock Champions
- 2004 - Revisiting Familiar Waters
- 2004 - Burning House of Love
- 2004 - A Double Dose
- 2005 - Rock Breakout Years: 1988
- 2005 - Twice Shy
- 2005 - Great White Salutes Led Zepplin
- 2006 - Stick It
- 2006 - Back to Back Hits: Great White/April Wine
- 2006 - Rock Me: The Best of Great White

Altri album
- 1998 - Night Ranger - Seven

Tribute album
- 1996 - Working Man: Tribute to Rush
- 1998 - Thunderbolt: A Tribute to AC/DC
- 1999 - Not the Same Old Song and Dance: Tribute to Aerosmith
- 2000 - Little Guitars: A Tribute to Van Halen
- 2001 - One Way Street: A Tribute to Aerosmith
- 2001 - Stone Cold Queen: A Tribute